# Centre for Computer-aided Egyptological Research
Het Centre for Computer-aided Egyptological Research, afgekort CCER, was een instituut dat gericht was op het gebruik van ICT in de egyptologie. Het CCER begon in 1990 en sloot in 2010.
Het CCER was onderdeel van de Faculteit Theologie van de Universiteit Utrecht; de oprichter en directeur was de Utrechtse hoogleraar Dirk van der Plas. Hij zag eind jaren '80 in dat het gebruik van computers een belangrijk hulpmiddel kon zijn of worden voor de egyptologie. Een van zijn eerste resultaten was het programmeren van een plotter zodat deze hiërogliefenteksten kon printen.
Hierop voortbouwend publiceerde het CCER het programma Glyph (de Windows-versie heette ook wel WinGlyph, de Mac OS-versie Macscribe), geprogrammeerd door H.S. van den Berg. Dit was het eerste breed beschikbare tekstverwerkingsprogramma voor Egyptische hiërogliefenteksten. Het gaf de mogelijkheid om deze teksten digitaal te zetten – voordien werden hiërogliefen voor publicatie in boeken gezet met loodzetsels of met de hand uitgeschreven. Het transliteratie-lettertype dat onderdeel was van Glyph, en de codes die gebruikt werden om niet-latijnse letters weer te geven, werden een standaard onder egyptologen.
Het CCER richtte zich ook op het ontwikkelen van methoden en programma's voor gebruik door egyptologen; de belangrijkste zijn de Multilingual Egyptological Thesaurus, een thesaurus voor de beschrijving van oud-Egyptische voorwerpen, en de Prosopographia Aegypti, een database van oud-Egyptische persoonsnamen. Het centrum publiceerde de reeks CD-roms Egyptian Treasures in Europe met digitale catalogi van Europese museumcollecties, beschreven volgens de Multilingual Egyptological Thesaurus en veelal gebaseerd op de losbladige papieren catalogi in de serie Corpus Antiquarum Aegyptiacarum (CAA) dat deze standaard ook al volgde. De gegevens op deze cd-roms werd later omgezet naar de website Global Egyptian Museum en aangevuld met gegevens van enkele andere musea.
Gedurende een aantal jaren hield het CCER op zijn website een lijst van egyptologen (wereldwijd) bij. Het was de drijvende kracht achter de Informatique & Egyptologie-groep, een commissie binnen de internationale egyptologenvereniging International Association of Egyptologists. 

## Publicaties en producten van het CCER
- Manuel de Codage (1988): een standaardsysteem voor het programmeren van Egyptische transliteratie- en hierogliefenteksten
- (Win)Glyph & Extended Library (1988-2001): tekstverwerkingsprogramma voor hiërogliefenteksten, met in totaal 4700 tekens
- Hieroglyphica, edited by/publié par/herausgegeben von Nicolas Grimal, Jochen Hallof, Dirk van der Plas (1993-2001): een lijst (in gedrukte boeken) van alle tekens van het digitale hiërogliefen-lettertype beschikbaar in de Extended Library van het programma Glyph
- Multilingual Egyptological Thesaurus (1996): een thesaurus voor de documentatie van oud-Egyptische voorwerpen in musea, in 7 talen (Engels, Nederlands, Duits, Frans, Italiaans, Spaans en Portugees)
- D. van der Plas, J.F. Borghouts, Coffin Texts Word Index (1998): complete index (gedrukt boek) van woorden in de Sarcofaagteksten
- Egyptian Treasures in Europe (1999-2007): serie van 9 cd-roms met documentatie over oud-Egyptische voorwerpen in Europese museumcollecties
- Prosopographia Aegypti (?-2012): online database van oud-Egyptische persoonsnamen
- Global Egyptian Museum (?-heden): website met documentatie over oud-Egyptische voorwerpen in musea